# Prignitz
Denna artikel handlar om det historiska landskapet Prignitz. För de nuvarande administrativa regionerna, se Landkreis Prignitz och Landkreis Ostprignitz-Ruppin.

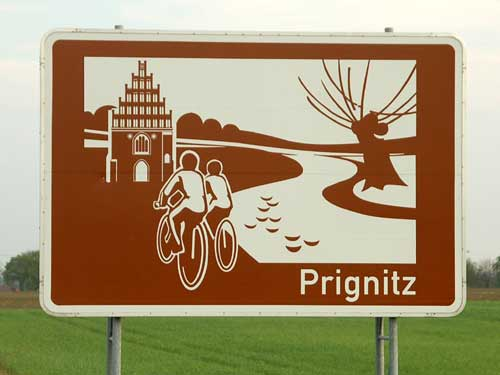
Turistskylt vid motorvägen A19.

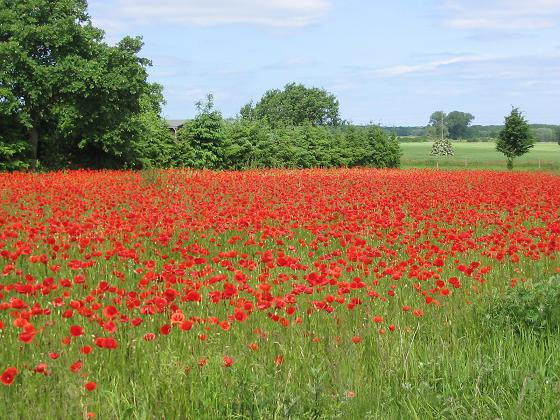
Vallmofält vid Kuhbier väster om Pritzwalk.

Prignitz (med äldre stavning även Priegnitz) är ett historiskt landskap i norra Tyskland. Historiskt omfattade landskapet den nordvästra delen av Markgrevskapet Brandenburg, som begränsades av Hannover, Mecklenburg, Mittelmark, Magdeburg och Altmark. Prignitz är företrädesvis en sandslätt omkring floderna Elbe, Havel, Dosse och Stepenitz.

## Befolkning och städer
Området är idag Tysklands mest glesbefolkade region och har endast småstäder, av vilka de viktigaste är Wittenberge, Pritzwalk, Wittstock/Dosse, Perleberg, Havelberg och Kyritz. Jordbruk, livsmedelsindustri och turism dominerar som näringar. Området har traditionellt administrerats från Perleberg, som idag är huvudort i länet Landkreis Prignitz.

## Historia
Landskapet formades till större delen av Weichselnedisningen. De äldsta spåren av människor i regionen under stenåldern har hittats vid Hinzdorf vid Elbe och Gülper See vid Havel. Under yngre stenålder uppfördes stengraven i Mellen omkring 3000 före vår tideräkning, som gravplats för en bosättning i närheten av Rudower See. Området har rikliga arkeologiska fynd från bronsåldern, med spår av omfattande bosättningar och handelskontakter med andra samtida europeiska kulturer.
Romaren Publius Cornelius Tacitus omnämner att Semnonerna och Langobarderna bosatte sig i regionen öster om Elbe under de två första seklen av vår tideräkning. Båda grupperna räknades till Sveberna. Under 300-talet och 400-talet vandrade dessa grupper till stora delar söderut, och under 600-talet kom västslaviska folkgrupper att dominera området. De bosatte sig framförallt omkring floddalarna kring Elbe, Havel, Dosse och Stepenitz. Till de slaviska stammarna räknades Linonerna omkring Elbe och Löcknitz, omnämnda år 808. I nordost bosatte sig Dossanerna och Neletiserna slog sig ned i söder omkring Havels mynning.
Prignitz var omstritt mellan tyska och västslaviska härskare under 900-talet. År 948 grundades biskopsdömet Havelberg här, underställt Magdeburgs kyrkoprovins, medan större delen av regionen räknades till Nordmark. I samband med den stora slaviska revolten år 983 förlorade de tyska kolonisatörerna i praktiken helt kontrollen över området under följande sekel, så att biskoparna i praktiken endast var titularbiskopar, och först under mitten av 1100-talet kom regionen närmast öster om Elbe åter under Tysk-romerska rikets kontroll. Biskopsdömet Havelberg återupprättades under biskop Anselm av Havelberg. Under följande sekel kom regionen att politiskt helt domineras av markgrevskapet Brandenburg. 
Från slutet av 1300-talet till början av 1500-talet fanns här en viktig pilgrimsled från Berlin till Wilsnack. Dess mål var Wunderblutkirche i Wilsnack, där tre blodbefläckade hostier förvarades som tecken på ett under i samband med en brandskattning av rovriddare 1383. Kyrkan besöktes årligen av tusentals pilgrimer och var tillsammans med Heiligengrabes nunnekloster och domkyrkan i Havelberg viktiga kyrkliga institutioner i trakten under medeltiden.
Den första källa som nämner regionen vid namnet Prignitz återfinns i ett dokument undertecknat av falske Valdemar i Valdemar av Brandenburgs namn 1349.

## Nuvarande administrativ indelning
Landskapet motsvarar med dagens administrativa gränser huvudsakligen Landkreis Prignitz och västra delen av Landkreis Ostprignitz-Ruppin i Brandenburg. Mindre delar av regionen tillhör även Landkreis Ludwigslust-Parchim i Mecklenburg-Vorpommern och Landkreis Stendal i Sachsen-Anhalt.

## Kommunikationer
En viktig järnvägslinje i området är Prignitzexpressen, som sammanbinder Wittenberge, Perleberg, Pritzwalk och Wittstock/Dosse med Berlin via Neuruppin. Genom regionen passerar motorvägarna A24 och A19 som förgrenar sig nära Wittstock och sammanbinder Berlin med Hamburg respektive Rostock.